# Give Me the Night (single)
Give Me the Night is een nummer van de Amerikaanse zanger George Benson uit 1980. Het is de eerste single van zijn gelijknamige 17e studioalbum.
In dit nummer kijkt Benson uit naar een avondje uit in de stad. De avond is stijlvol, met wijn, dans en muziek. Daarnaast hangt er liefde in de lucht, dus een beetje romantiek is er ook bij. Patti Austin is op de plaat te horen als achtergrondzangeres. "Give Me the Night" werd Bensons grootste hit. Het nummer bereikte de 4e positie in de Amerikaanse Billboard Hot 100. In de Nederlandse Top 40 werd de 8e positie gehaald, en in de Vlaamse Radio 2 Top 30 de 11e.

## Tracklijst
- 7"

1. "Give Me the Night"
2. "Dinorah, Dinorah"

- 12"

1. "Give Me the Night" (lange versie)
2. "The World Is a Ghetto"
3. "Breezin'"

## NPO Radio 2 Top 2000
| Nummer met noteringen in de NPO Radio 2 Top 2000 | '00  | '01  | '02 | '03  |
| ------------------------------------------------ | ---- | ---- | --- | ---- |
| Give Me the Night                                | 1831 | 1858 | -   | 1594 |

1. ↑  Een '-' betekent dat het nummer niet was genoteerd en een vetgedrukt getal geeft de hoogste notering aan.
2. ↑  2000 was het eerste jaar met een notering voor dit nummer.
3. ↑  Deze tabel is bijgewerkt tot en met de laatste editie (2024).